# Jovan Grčić Milenko
Jovan Grčić Milenko ou Jovan Milenko Grčić (en serbe cyrillique : Јован Грчић Миленко ou Јован Миленко Грчић ; né le 9 décembre 1846 à Čerević et mort le 29 mai 1875 à Beočin) est un poète et un médecin serbe.

## Biographie
Jovan Grčić Milenko est une famille d'origine grecque ; son père, Teodor Grčki, qui était marchand, meurt en 1850, laissant sa femme Ana avec trois enfants, Jovan, Đorđe et Katica. Jovan Grčić suit ses études élémentaires dans l'école serbe de son village natal de Čerević puis dans l'école allemande de Petrovaradin. Il étudie ensuite cinq ans au lycéce de Novi Sad puis trois autres année à Szeged (en Hongrie) et à Požun/Bratislava (1864-1867). Entre 1867 et 1874, à Vienne, il étude la médecine en grâce à une bourse de la Matica srpska, l'institution culturelle serbe la plus importante de l'Autriche-Hongrie.
Atteint par la tuberculose, il interrompt ses études, retourne auprès de sa mère et vit dans une forêt près du monastère de Beočin. Il y est mort et a été enterré dans l'église de ce monastère, avec Jovan Jovanović Zmaj. Ses manuscrits ont été en partie brûlés en 1914 lors de la Première Guerre mondiale ; ce qui en reste est conservé dans le musée de Čerević.

## Œuvres
- Pesme. Spevao ih Milenko, Vienne, 1869.
- U gostionici kod 'Polu zvezde' na imendan šantavog torbara, Matica, 1868.
- Sremska ruža, Matica, 1868-1869.
- Mozaik, Srbadija, 1875-1876.